# Масонські ландмарки
Масонські Ландмарки — перелік принципів, які більшість масонів проголошують як «Давні та незмінні принципи масонства».

## Ландмарки (основні принципи) вільного мулярства
I. Розпізнавальні знаки та слова.
II. Поділ символічного масонства на три Ступені.
III. Легенда третього Ступеня.
IV. Братством керує головуючий офіцер, що називається Великим майстром та обирається з числа Братів.
V. Великому майстрові належить право головувати на будь-якому зібранні Братства, незалежно від часу і місця зібрання.
VI. Великий майстер має право дарувати право відкриття Ложі та проведення праці у ній.
VII. Великий майстер має право надавати дозвіл на посвяту будь-якого Брата у будь-який Ступінь без дотримання термінів, передбачених традицією.
VIII. Великий майстер має право проводити посвяту у Братство без дотримання звичної процедури.
IX. Масонам належиться збиратися у Ложах.
X. Коли Брати збираються у Ложі, ними мають керувати Майстер і два Доглядачі.
XI. Під час зібрання Ложа має належно охоронятися.
XII. Кожен масон має право на представництво у будь-яких загальних зборах Братства, а також право відповідним чином інструктувати своїх представників.
XIII. Кожен масон має право апелювати до Великої ложі чи Загальної асамблеї Франкмасонів з приводу рішень своїх братів.
XIV. Кожен масон має право відвідувати чи бути присутнім на зібранні будь-якої регулярної Ложі.
XV. Жоден відвідувач, не відомий присутнім Братам, чи комусь одному з Братів, не має права входу до Ложі, допоки не буде допитаний чи випробуваний згідно з давніми традиціями.
XVI. Жодна Ложа не має права втручатися у внутрішні справи іншої Ложі або ж присвоювати Ступені Братам-членам інших Лож.
XVII. Кожен масон має підкорятися масонському законодавству своєї юрисдикції (за місцем проживання) незалежно від того, чи належить він до якої Ложі, чи ні.
XVIII. Кандидати на посвяту у Братство мають відповідати визначеним вимогам.
XIX. Віра в існування Бога, якого називають «Великим Архітектором (Будівничим) Усесвіту».
XX. Віра у відродження до життя вічного.
XXI. Книга Священного Закону є незмінною, не замінною і невід'ємною частиною оформлення будь-якої Ложі.
XXII. Рівність масонів.
XXIII. Таємність організації.
XXIV. Базування спекулятивної (метафізичної) науки на оперативних (дієвих) началах, а також символічне використання та пояснення термінів цього ремесла задля навчання релігійних та моральних принципів.
XXV. Ці ландмарки є незмінними.
З «Підручника масонського права», 5-е видання, Лондон, 1895 р. 

## Походження терміна
Персі Джанц вказує, що термін «Ландмарки» в масонстві має Біблійне походження, Книга Притч 22:28 говорить «Не пересувай вікової границі (межі), яку встановили батьки твої». Далі він цитує єврейський закон, що говорить: «Не зруйнуй межі твоїх сусідів, залишені з давніх часів у спадок Тобі». 
Марк Табберт вважає, що ранні масонські Ландмарки походять від правил середньовічних мулярів. 